# Seznam medailistek na mistrovství světa v biatlonu – sprint žen
Seznam medailistek na mistrovství světa v biatlonu ze sprintu žen představuje chronologický přehled stupňů vítězů ve sprintu žen na 7,5 km na mistrovství světa konaného pravidelně od roku 1984 s výjimkou olympijských ročníků. V roce 1988 se běželo na běh na 5 km.

## Sprint (7,5 km)
| Rok  | Místo                | Zlato                         | Stříbro                         | Bronz                               |
| ---- | -------------------- | ----------------------------- | ------------------------------- | ----------------------------------- |
| 1984 | Chamonix             | Veněra Černyšová              | Sanna Grønlid                   | Andrea Grossegger                   |
| 1985 | Egg am Etzel         | Sanna Grønlid                 | Kaija Parve                     | Veněra Černyšová                    |
| 1986 | Falun                | Kaija Parve                   | Naděžda Bělovová                | Eva Korpelaová                      |
| 1987 | Lahti                | Jelena Golovinová             | Veněra Černyšová                | Anne Elvebakk                       |
| 1988 | Chamonix             | Petra Schaaf                  | Eva Korpelaová                  | Anne Elvebakková                    |
| 1989 | Feistritz            | Anne Elvebakková              | Zvetanka Krasteva               | Natalja Prikazčikovová              |
| 1990 | Oslo                 | Anne Elvebakková              | Světlana Davidovová             | Elin Kristiansen                    |
| 1991 | Lahti                | Grete Ingeborg Nykkelmová     | Světlana Davidovová             | Jelena Golovinová                   |
| 1993 | Borowec              | Myriam Bédardová              | Naděžda Talanovová              | Jelena Bělovová                     |
| 1995 | Anterselva           | Anne Briand                   | Uschi Disl                      | Corinne Niogret                     |
| 1996 | Ruhpolding           | Olga Romasko                  | Ann-Elen Skjelbreid             | Magdalena Wallinová                 |
| 1997 | Brezno-Osrblie       | Olga Romasko                  | Olena Zubrilovová               | Magdalena Forsbergová               |
| 1999 | Kontiolahti          | Martina Zellnerová            | Magdalena Forsbergová           | Olena Zubrilovová                   |
| 2000 | Oslo                 | Liv Grete Skjelbreidová       | Katrin Apel                     | Martina Zellnerová                  |
| 2001 | Pokljuka             | Kati Wilhelmová               | Uschi Disl                      | Liv Grete Skjelbreidová             |
| 2003 | Chanty-Mansijsk      | Sylvie Becaert                | Olena Petrovová                 | Kateřina Holubcová                  |
| 2004 | Oberhof              | Liv Grete Skjelbreidová       | Anna Bogalijová                 | Jekatěrina Ivanovová Martina Glagow |
| 2005 | Hochfilzen           | Uschi Disl                    | Olga Zajcevová                  | Olena Zubrilovová                   |
| 2007 | Anterselva           | Magdalena Neunerová           | Anna Carin Zidek                | Natalia Gusevová                    |
| 2008 | Östersund            | Andrea Henkelová              | Albina Achatovová               | Oxana Chvostěnková                  |
| 2009 | Pchjongčchang        | Kati Wilhelmová               | Simone Hauswaldová              | Olga Zajcevová                      |
| 2011 | Chanty-Mansijsk      | Magdalena Neunerová           | Kaisa Mäkäräinenová             | Anastasia Kuzminová                 |
| 2012 | Ruhpolding           | Magdalena Neunerová           | Darja Domračevová               | Vita Semerenková                    |
| 2013 | Nové Město na Moravě | Olena Pidhrušná               | Tora Bergerová                  | Vita Semerenková                    |
| 2015 | Kontiolahti          | Marie Dorinová Habertová      | Weronika Nowakowská-Ziemniaková | Valentyna Semerenková               |
| 2016 | Oslo                 | Tiril Eckhoffová              | Marie Dorinová Habertová        | Laura Dahlmeierová                  |
| 2017 | Hochfilzen           | Gabriela Koukalová            | Laura Dahlmeierová              | Anaïs Chevalierová                  |
| 2019 | Östersund            | Anastasia Kuzminová           | Ingrid Landmark Tandrevoldová   | Laura Dahlmeierová                  |
| 2020 | Anterselva           | Marte Olsbuová Røiselandová   | Susan Dunkleeová                | Lucie Charvátová                    |
| 2021 | Pokljuka             | Tiril Eckhoffová              | Anaïs Chevalierová              | Hanna Solová                        |
| 2023 | Oberhof              | Denise Herrmannová-Wicková    | Hanna Öbergová                  | Linn Perssonová                     |
| 2024 | Nové Město na Moravě | Julia Simonová                | Justine Braisazová-Bouchetová   | Lou Jeanmonnotová                   |
| 2025 | Lenzerheide          | Justine Braisazová-Bouchetová | Franziska Preussová             | Suvi Minkkinenová                   |
| 2027 | Otepää               |                               |                                 |                                     |